# Porto Viro
Porto Viro é uma comuna italiana da região do Vêneto, província de Rovigo, com cerca de 14.396 habitantes. Estende-se por uma área de 133 km², tendo uma densidade populacional de 108 hab/km². Faz fronteira com Loreo, Porto Tolle, Rosolina, Taglio di Po.

## Demografia
| Variação demográfica do município entre 1861 e 2011                               |
|                                                                                   |
| Fonte: Istituto Nazionale di Statistica (ISTAT) - Elaboração gráfica da Wikipedia |

## Cidades-Irmãs
- Veranópolis, Brasil